# Arure
Ne doit pas être confondu avec Arure (La Gomera).
Arure, de son vrai nom Arthur Maillard, est un compositeur, multi-instrumentiste et sound-designer français, né en 1988.

## Biographie
Dès l'enfance, il commence une formation classique et jazz en conservatoire et pratique la contrebasse jusqu'à ce qu'il découvre la musique assistée par ordinateur en 2006. Depuis, il produit régulièrement des albums de musique électroacoustique, dont Reality Exceeds the Fiction ou encore Found Objects. Il collabore également avec des groupes tels que X Makeena feat. Robert le Magnifique, Audeka, Masq, Matthew Conley, Lil Fish et joue en première partie de Chinese Man, Helixir, High Tone, Laurent de Wilde & Otisto 23, Noisia, Scratch Bandits Crew ou encore Zenzile.
Depuis 2012, son titre Mecanic Puppet utilisé par le milieu du Tribal fusion, et révélé par un solo de Rachel Brice, lui offre l'occasion de composer pour des pièces chorégraphiques. Inspiré par une idée de cette dernière, Ananta est révélé au public en édition numérique en 2015, et est considéré comme le premier EP d'Arure spécialement conçu pour le style moderne de danse orientale Tribal fusion, mélangeant quatre différents rythmes traditionnels orientaux (Saidi, Baladi, Ayoub et Samaï) avec des sonorités électroacoustiques et toujours plus visuelles.
Depuis 2017, Arthur Maillard a développé son studio de mastering analogique, Kalvezer Ar Son, offrant des prestations variées en ingénierie du son et permettant ainsi d'aider les producteurs de musique, labels et réalisateurs de contenus audiovisuels à obtenir un son précis, s’adaptant à tous types de diffusions. 

## Discographie

### Albums
- Moksha (autoproduit, 2015)
- Found Objects (Caliber Music, 2013-2014)
- Reality Exceeds the Fiction (7Lakes, 2011)
- Reach the Frequency (autoproduit, 2008)

### EP
- Put The Mask Down feat. Priscilla Cucciniello - (autoproduit 2019)
- Flushy Groove & Music Tank - (Modern Stalking Audio, 2019)
- Wormhole Express (autoproduit, 2017)
- Feyn Chapter 0 (bande-originale du jeu-vidéo, 2017)
- Kaydara (autoproduit, 2016)
- Ananta (autoproduit, 2015)
- Aymara (autoproduit, 2014)
- Mecanic Puppet (Proton, 2012)

### Collaborations
- Antimonos (Arure remix feat. Priscilla Cucciniello) - Red Canopy (autoproduit, 2019)
- Arure feat. Raison Varner - Torii (autoproduit, 2019)
- Arure feat. Mudra - The Mixture
- Arure feat. Eue - Mango (autoproduit, 2019)
- Arure feat. Eue - Ghost Rider (autoproduit, 2017)
- Arure feat. Memed Bell & Brhauk’Holy - Lido (autoproduit, 2017)
- Lil'fish & Arure feat. Stef - Livyatan (The French Touch Connection, 2016)
- Arure feat. Matthew Conley - Creatures (autoproduit, 2016)
- Audeka feat. Arure - Mead By The Fire (Caliber Music, 2014)
- Masq feat. Arure - Vajra (Caliber Music, 2013)